# George Robert Sims
George Robert Sims, noto anche con lo pseudonimo di Dagonet (Londra, 2 settembre 1847 – Londra, 22 settembre 1922), è stato un giornalista, poeta, commediografo e romanziere inglese.
Molti suoi lavori, da quelli teatrali alle opere poetiche, furono adattati per il cinema.

## Biografia
Sims fu anche documentarista e firmò alcuni film dedicati quasi tutti a Londra. Nel 1909, girò anche un cortometraggio dal titolo The Martyrdom of Adolph Beck, un film che riprendeva la vicenda di Adolph Beck, un uomo ingiustamente accusato per essere stato scambiato con un truffatore, un caso che all'epoca fece grande scalpore e che contribuì a creare in Inghilterra e Galles la Court of Criminal Appeal.

## Letteratura
Sims era affascinato dalla psicologia del crimine e scrisse alcuni romanzi polizieschi assai ingegnosi. La sua raccolta di racconti Dorcas Dene, Detective (1897) dà vita a un primo esempio seriale di detective donna nella narrativa poliziesca. Una delle storie di Dorcas Dene, "The Haverstock Hill Murder", è stata proposta dalla BBC Radio nel 2008. Pubblicate in Inghilterra nel 1897, stesso anno della costituzione della “Società Nazionale per il suffragio femminile” e nel pieno della stagione d’oro del giallo, "Le avventure di Dorcas Dene" (sottotitolo, "Una detective nella Londra vittoriana") sono state proposte per la prima volta nel 2022 (centenario della morte di Sims) ai lettori italiani dalla casa editrice il Palindromo nella traduzione di Viviana Carpifave.
All'Arthur Lambton's Crimes Club, Sims si divertiva a discutere di indagini e casi criminali con Max Pemberton, Conan Doyle e Churton Collins. Seguì con grande trasporto le cronache degli omicidi del misterioso Jack lo Squartatore e si dice che rientrò addirittura tra i sospettati.

### Narratore
- Dorcas Dene, Detective (1897), "Le avventure di Dorcas Dene. Una detective nella Londra vittoriana", trad. it. di Viviana Carpifave (il Palindromo, 2022)

## Filmografia

### Sceneggiatore
- Lady Letmere's Jewellery, regia di George R. Sims - cortometraggio (1908)
- 'Ostler Joe, regia di J. Searle Dawley - cortometraggio (1912)
- Two Little Vagabonds, regia di Henry Otto - cortometraggio (1914)
- The Lifeboat
- The Harbour Lights, regia di Percy Nash - cortometraggio (1914)
- Christmas Day in the Workhouse, regia di George Pearson - cortometraggio (1914)
- In the Ranks
- The Romany Rye
- Master and Man
- The Nightbirds of London, regia di Frank Wilson (1915)
- The Blackmailer
- A Well-Planned West End Jewel Robbery
- An Insurance Fraud
- A Murder in Limehouse
- The Life Line, regia di Maurice Tourneur (1919)
- The Ever-Open Door
- The Great Day
- The Lights of Home, regia di Fred Paul (1920)
- The English Rose
- His Other Wife
- The Street Tumblers
- The Road to Heaven
- The Parson's Fight
- The Old Actor's Story
- The Magic Wand, regia di George Wynn - cortometraggio (1922)
- The Lights o' London
- Sir Rupert's Wife
- Sal Grogan's Face
- In the Signal Box
- Fallen by the Way
- Billy's Rose
- The Harbour Lights, regia di Tom Terriss (1923)
- Lights of London, regia di C.C. Calvert (1923)

### Regista
- The Streets of London: Tower of London and Whitechapel
- The Streets of London: Hyde Park to Tower Bridge
- The Streets of London: From East London Slums to Piccadilly
- The Streets of London: Five Minutes in Busiest London
- Lady Letmere's Jewellery - cortometraggio (1908)
- An Animals' Hospital
- The Martyrdom of Adolph Beck, co-regia di Adolph Beck - cortometraggio (1909)